# Tyrania większości

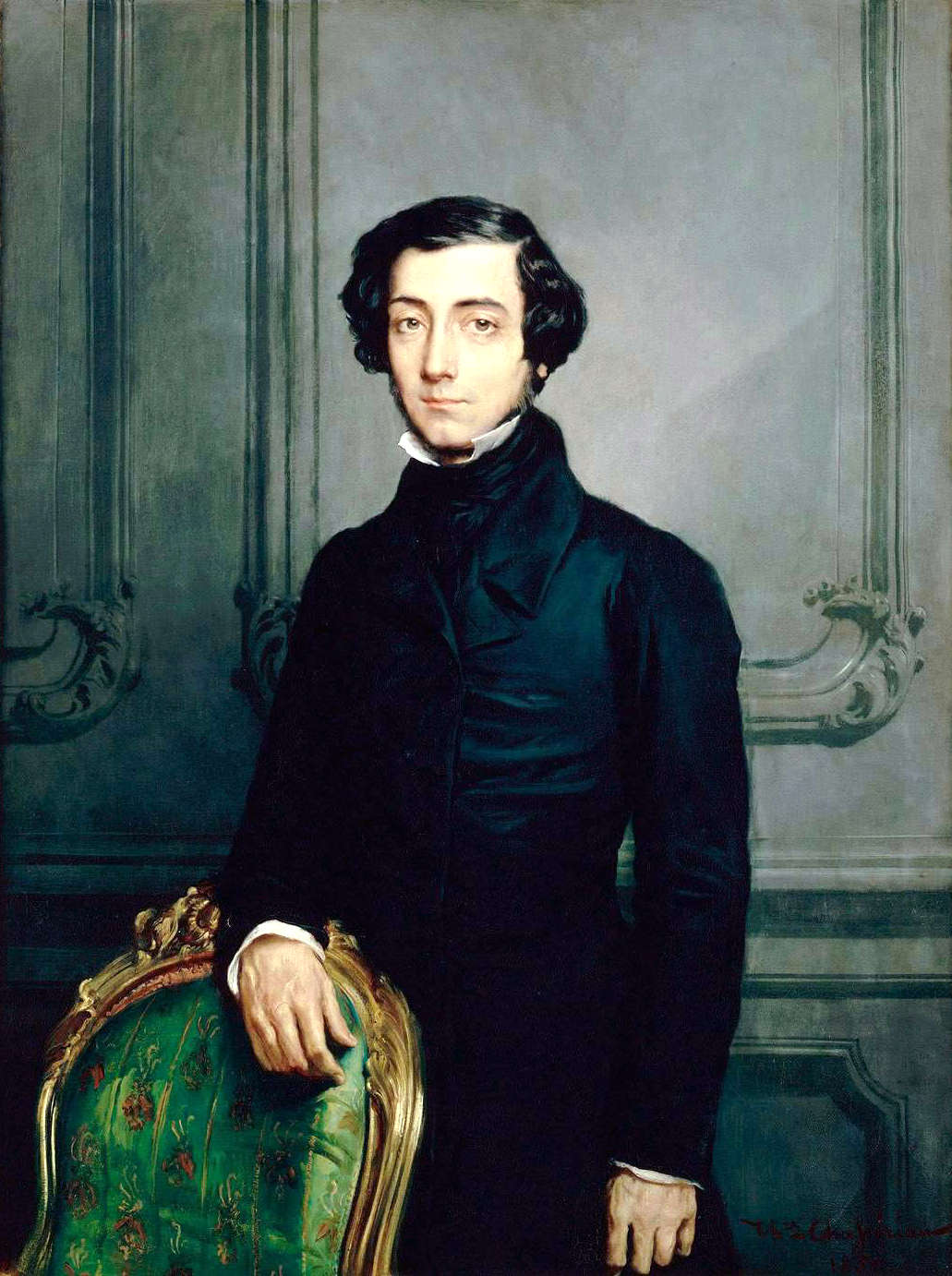
Alexis de Tocqueville (tu na portrecie Théodore’a Chassériau) w pracy „O demokracji w Ameryce” jako pierwszy postawił problem tyranii większości w systemie demokratycznym

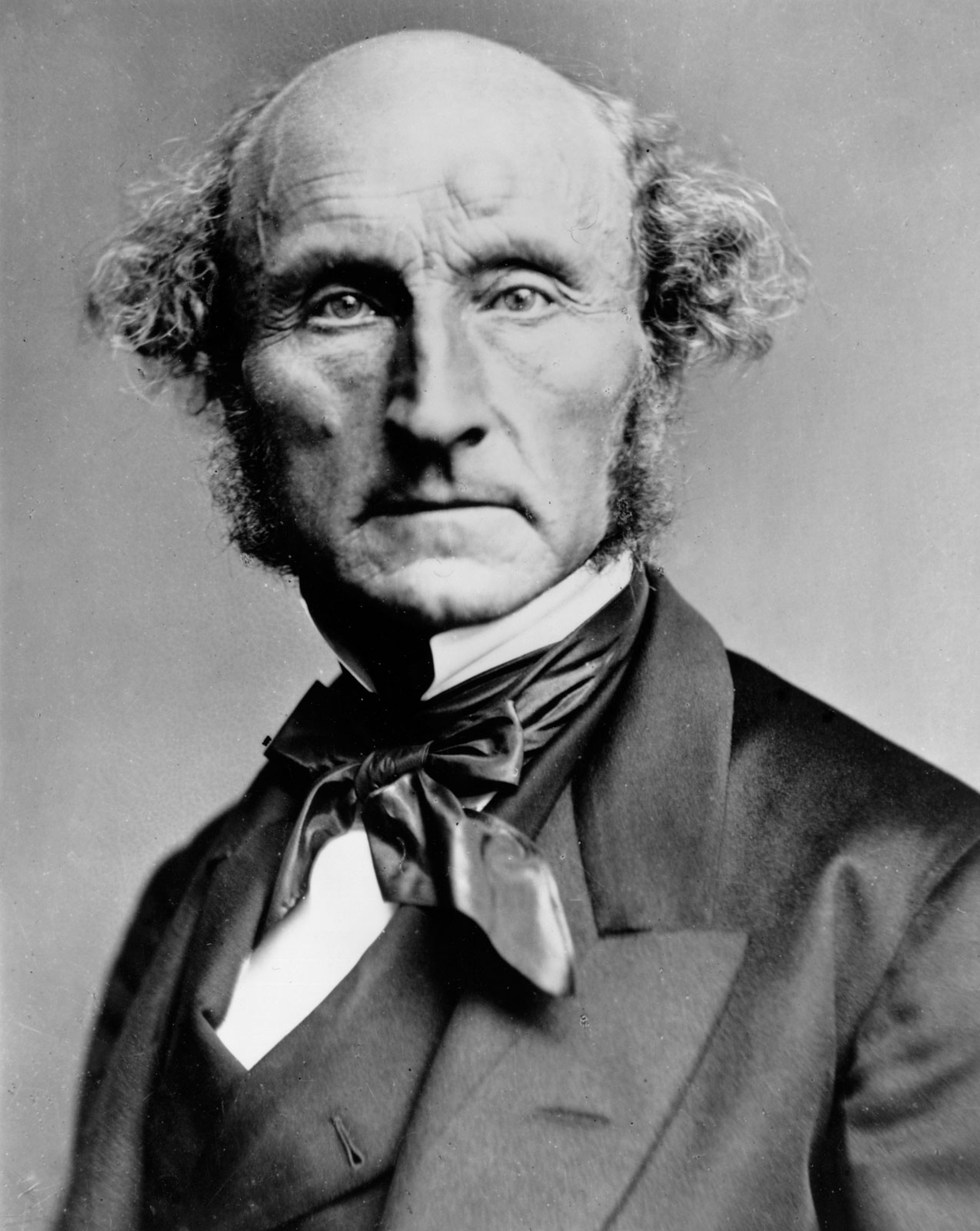
John Stuart Mill

Tyrania większości – stan w demokratycznym systemie politycznym, w którym władza reprezentująca polityczną większość jest nieskrępowana ograniczeniami i nie liczy się z mniejszościami lub je aktywnie prześladuje. Wpływ mniejszości na władzę jest ograniczony lub są one zupełnie pozbawione reprezentacji.

## Charakterystyka
Od starożytności tyrania większości była traktowana jako jedno z głównych zagrożeń ustroju demokratycznego i jako przejaw jego wynaturzenia. Zagrożenie taką tyranią było traktowane jako argument przeciwko demokracji, a jednym z podstawowych zadań ustrojodawcy było zabezpieczenie przed takim niebezpieczeństwem. Projektując ustrój demokratyczny, należało zagwarantować mniejszości możliwość przeciwstawiania się woli większości (prawo do opozycji). Szczególnie silnie narażone na taką tyranię są demokracje opierające się na referendach (które uniemożliwiają pogłębioną dyskusję i niuansowanie decyzji politycznej).
Jako instytucjonalne zabezpieczenia przeciwko tyranii większości proponowano: związanie większości regułami proceduralnymi, zagwarantowanie nienaruszalnych podstawowych praw i wolności, sądowa kontrola konstytucyjności prawa, kontrola procesu legislacyjnego przez drugą izbę parlamentu (niewyłanianą na zasadach większościowych), kwalifikowane weto głowy państwa, które może być stosowane w procesie prawodawczym, wymóg kwalifikowanej większości w kluczowych głosowaniach czy trójpodział władzy.

## Historia koncepcji
Starożytni filozofowie polityki byli w większości przeciwni demokracji, preferując różne formy arystokracji lub oświeconych jedynowładców. Demokracja oznaczała dla nich rządy motłochu i była ściśle związana z tyranią. Dla Platona demokracja była ustrojem zdegenerowanym, poprzedzającym właściwą tyranię. Demokracja opanowana była przez demagogów, oznaczała rozluźnienie praw, nadmierną wolność i postępującą anarchię, niesprawiedliwą równość oraz panowanie żądz i namiętności nad rozumnym osądem. Dla Arystotelesa demokracja była jedną ze zdegenerowanych form ustrojowych, w którym równość przypisywana obywatelom prowadzi do rządów arytmetycznej większości, a słuszność podejmowanych decyzji nie ma żadnego znaczenia. Również w praktyce politycznej tyrania i demokracja nie były rozłączne. Ateny, modelowa demokracja starożytna, określane były jako „tyrańskie miasto”, w którym tyrańska władza przysługująca dawniej nielicznym, rozszerzona została na cały demos.
Od starożytności aż do czasów rewolucji francuskiej demokracja nie była ustrojem o szczególnym znaczeniu w teorii i praktyce polityki. Dopiero powstanie Stanów Zjednoczonych spowodowało, że demokracja na powrót stała się realnym wyborem ustrojowym, a jej specyfiką zaczęli się interesować myśliciele polityczni. Zabezpieczenie przed tyranią większości było jednym z głównych problemów ustrojowych, z którymi mierzyli się amerykańscy ojcowie założyciele. James Madison i Thomas Jefferson rozumieli „despotyzm wyborczy” czy „tyranię frakcji większościowej” jako problem niepodzielonej, nieograniczonej władzy demokratycznej. Rozwiązaniem tego problemu było przyznanie praw mniejszości oraz mechanizmy kontroli i równowagi. Madison przeciwstawiał demokrację pośrednią (nazywaną przez niego „republiką”) demokracji bezpośredniej (nazywanej „demokracją”). W „Federaliście nr 10” uzasadniał on, iż republika jest najbardziej pożądaną formą rządu, gdyż „demokracje przedstawiały obraz walk i zamieszek i zawsze stwarzały zagrożenie dla bezpieczeństwa osobistego i praw własności. Zazwyczaj też krótko trwały i koniec ich bywał gwałtowny”.
Szczególnie ważną rolę w analizie problemu odegrał Alexis de Tocqueville i jego praca O demokracji w Ameryce, który także jako pierwszy sformułował problem tyranii większości w odniesieniu do nowożytnej formy demokracji. Tyrania większości jest przez niego analizowana jako jeden z zasadniczych problemów związanych z władzą większości. Jak zauważa Tocqueville, ludzka wszechwładza zawsze niesie ze sobą ryzyko tyranii. W demokracji większość formułuje opinię publiczną, dominuje nad władzą ustawodawczą i wykonawczą, wojskiem i sądownictwem. Z tego powodu rządy prawa nie są gwarancją przed tyrańską większością, lecz mogą skutkować „tyranią praw”, czyli instrumentalizacją prawa w rękach większości. Demokratyczna tyrania większości nie jest zasadniczo różna od tyranii jednostki w monarchiach. Jej cechą charakterystyczną jest działanie i myślenie jak jednostka, i życie w przekonaniu o swojej doskonałości i nieomylności.
O ile jednak tyrański rząd absolutystyczny działał przede wszystkim na ciało poddanych, tyrania demokratyczna nie sięga do tortur represji fizycznych, lecz stara się kontrolować dusze swych obywateli. Przejawia się przede wszystkim w wolności słowa i prasy, ale w pewnych przypadkach może kończyć się np. linczem ze strony tłumu. Szczególnie dobitnymi przykładami tyranii większości w Stanach Zjednoczonych, skutkującej otwartą przemocą, były zdaniem Tocqueville’a eksterminacja Indian i niewolnictwo.
Również John Stuart Mill podkreślał niebezpieczeństwo duchowej dominacji społecznej większości nad mniejszościami i w konsekwencji konieczność obrony jednostki przed społeczeństwem . Mill wskazywał na problematyczny status „większości” w demokracji, która w rzeczywistości oznacza jedynie najbardziej aktywną część wspólnoty politycznej, dominującej nad rzeczywistą większością.
Współczesny filozof polityki, Jacob Leib Talmon stworzył pojęcie demokracji totalitarnej, przeciwstawianej demokracji liberalnej. Jest to forma dyktatury opierająca się na entuzjazmie władz i rozciągająca swoją władzę na wszelkie obszary życia jednostki. Narzuca ona jednostkom jeden sposób życia i stosuje przemoc celem jego narzucenia.

## Tyrania mniejszości
Zbliżonym zjawiskiem do tyranii większości jest tyrania mniejszości, a więc stan, w którym w ustroju demokratycznym prawa mniejszości są nadmiernie rozbudowane, szkodząc większości. Systemy demokratyczne powinny więc unikać zarówno tyranii większości, jak i mniejszości.
Badacze demokracji zwracają też uwagę, że w praktycznym funkcjonowaniu ustrojów demokratycznych realny wpływ na władze mają różnego rodzaju mniejszości. W ustrojach tych podstawową formą podejmowania decyzji jest głosowanie. Chociaż, formalnie, w głosowaniu zwycięża większość, nie ma ona najczęściej wiele wspólnego z popularnością danej opcji w całym społeczeństwie. Sposób formułowania głosowania (głosowanie za lub przeciw) powoduje, że większość opcji jest niereprezentowana (nie jest przedmiotem głosowania). Zwycięzca głosowania reprezentuje często jedną z wielu mniejszościowych opcji, której udało się zebrać tymczasową większość na potrzeby głosowania. Takie „rządy mniejszości” nie są tym samym co „tyrania mniejszości”.